# Comunitat de municipis del País de Quimperlé
Comunitat de municipis del Pays de Quimperlé (Cocopaq) (bretó Kumuniezh kumunioù Bro Kemperle) és una estructura intercomunal francesa, situada al département del Finisterre a la regió Bretanya, dins del País de Cornualla.

## Història
La Comunitat de municipis del Pays de Quimperlé fou creada el 28 de desembre de 1993, per decisió prefectoral. Aleshores tenia uns 25 500 habitants i aplegava 9 comunes : Arzano, Baye, Bannalec, Locunolé, Mellac, Quimperlé, Saint-Thurien, Tréméven i Le Trévoux.
El 26 d'abril de 1996 Quimperlé, la principal comuna de l'EPCI, se'n va retirar, fet únic a França. Al mateix moment, Riec-sur-Belon i Moëlan-sur-Mer s'adheriren a l'EPCI i es creà un quart càrrec de vicepresident.
El 20 de setembre de 1996 es va crear un 5è càrrec de vicepresident. El 23 de desembre de 1996 Scaër s'adherí a la comunitat de municipis.
El 29 de desembre de 1999 foren modificades les competències i el règim fiscal. És creada una sisena vicepresidència i augmenten el nombre de suplents. La Cocopaq és autoritzada a efectuar prestacions per als col·lectius i les terceres EPCI.
El 28 de desembre de 2001 s'hi adheriren les comunes de Clohars-Carnoët, Guilligomarc'h, Querrien, Quimperlé i Rédené.
En setembre de 2011 fou confiada al Cocopaq la gestió de la política turística, i a començaments de 2013 un projecte d'oficina de turisme del Pays de Quimperlé substituí les oficines de turisme comunals. És una de les comunitats de municipis que ha signat la carta Ya d'ar brezhoneg.

## Geografia
La comunitat de municipis està situada al sud-est del Finisterre. La cila principal és Quimperlé i la comunitat implica cinc cantons: Cantó d'Arzano, Cantó de Bannalec, Cantó de Pont-Aven, Cantó de Quimperlé i Cantó de Scaër. En total hi ha 52.000 habitants (en 2011) repartits sobre 606,99 km².

## Composició
Està format per 16 comunes :
| Comuna          | Data d'integració a la comunitat                              | Nombre d'habitants | Nombre de delegats titulars | Nombre de delegats suplents |
| --------------- | ------------------------------------------------------------- | ------------------ | --------------------------- | --------------------------- |
| Arzano          | 28 de desembre de 1993                                        | 1.371              | 2                           | 2                           |
| Bannalec        | 28 de desembre de 1993                                        | 5.257              | 5                           | 5                           |
| Baye            | 28 de desembre de 1993                                        | 1.107              | 2                           | 2                           |
| Clohars-Carnoët | 28 de desembre de 2001                                        | 4.109              | 4                           | 4                           |
| Guilligomarc'h  | 28 de desembre de 2001                                        | 663                | 2                           | 2                           |
| Mellac          | 28 de desembre de 1993                                        | 2.626              | 3                           | 3                           |
| Moëlan-sur-Mer  | 26 d'abril de 1996                                            | .7036              | 6                           | 6                           |
| Le Trévoux      | 28 de desembre de 1993                                        | 1.399              | 2                           | 2                           |
| Locunolé        | 28 de desembre de 1993                                        | 976                | 2                           | 2                           |
| Querrien        | 28 de desembre de 2001                                        | 1.699              | 3                           | 3                           |
| Quimperlé       | 28 de desembre de 2001 (28 de desembre de 1993 el primer cop) | 11.408             | 9                           | 9                           |
| Rédené          | 28 de desembre de 2001                                        | 2.708              | 3                           | 3                           |
| Riec-sur-Belon  | 26 d'abril de 1996                                            | 4.253              | 4                           | 4                           |
| Saint-Thurien   | 28 de desembre de 1993                                        | 890                | 2                           | 2                           |
| Scaër           | 23 de desembre de 1996                                        | 5.250              | 5                           | 5                           |
| Tréméven        | 28 de desembre de 1993                                        | 2.107              | 3                           | 3                           |
| Total           |                                                               | 52.859             | 57                          | 57                          |

## Presidència
La COCOPAQ és presidida per Sébastien Miossec (alcalde de Riec-sur-Belon) des d'abril de 2014.

## TBK
La xarxa TBK (Tro Bro Kerperle) té 9 línies intercomunals, 3 línies comunals i una llançadora al centre de la vila.